# Laccornis schusteri
Laccornis schusteri är en skalbaggsart som beskrevs av Wolfe och Spangler 1985. Laccornis schusteri ingår i släktet Laccornis och familjen dykare. Inga underarter finns listade i Catalogue of Life.